# Stefan Leible
Stefan Leible (* 17. Juni 1963 in Bad Schwartau) ist ein deutscher Rechtswissenschaftler und Hochschullehrer an der Universität Bayreuth. Derzeit ist er zudem Präsident der Universität Bayreuth.

## Leben
Nach dem Abitur am Leibniz-Gymnasium Bad Schwartau 1982 studierte Leible ab November 1982 im Rahmen der einstufigen Juristenausbildung ein Studium der Rechtswissenschaften an der Universität Bayreuth. Nach dem Rechtspraktikum am Oberlandesgericht Bamberg legte er 1987 die juristische Zwischenprüfung ab und war anschließend als Referendar am OLG Bamberg tätig. Dort legte er 1990 sein Zweites Staatsexamen ab. Anschließend arbeitete er als wissenschaftlicher Mitarbeiter, ab 1992 als wissenschaftlicher Assistent am Bayreuther Lehrstuhl von Ulrich Spellenberg und im Wintersemester 1991/92 zusätzlich als Lehrbeauftragter an der Hochschule Fulda. Im Mai 1995 promovierte Leible unter Spellenbergs Betreuung mit einer rechtsvergleichenden Arbeit zum Dr. iur. Im Juli 2001 vollendete er auch seine Habilitation, woraufhin ihm die rechts- und wirtschaftswissenschaftliche Fakultät der Universität Bayreuth die Venia legendi für die Fächer Bürgerliches Recht, Zivilprozessrecht, Wirtschaftsrecht, Internationales Privatrecht, Rechtsvergleichung und Europarecht verlieh.
Von Oktober 2001 bis Juni 2002 vertrat er den Lehrstuhl für Bürgerliches Recht, Zivilprozessrecht, Internationales Privatrecht und Rechtsvergleichung an der Universität Jena. Ab Juli 2002 war er nach einem entsprechenden Ruf ordentlicher Inhaber dieses Lehrstuhls. 2005 wurde er zurück an seine Alma Mater berufen. Seit März 2006 hat er damit den Lehrstuhl für Bürgerliches Recht, Internationales Privatrecht und Rechtsvergleichung an der Universität Bayreuth inne. Seit Januar 2007 ist er zudem Direktor der Bayreuther Forschungsstelle für Wirtschafts- und Medienrecht (FWMR), seit Oktober jenes Jahres auch Direktor der dortigen Forschungsstelle für Deutsches und Europäisches Lebensmittelrecht (LMR). Seit Juli 2013 ist er der Präsident der Universität Bayreuth.
Leible ist verheiratet und Vater von zwei Söhnen.

## Werke (Auswahl)
Leibles Forschungsschwerpunkte liegen vor allem im deutschen und europäischen Privat- und Wirtschaftsrecht und der Privatrechtsvergleichung. Ein Schwerpunkt liegt hier auf dem spanischen und lateinamerikanischen Rechtskreis. Hinzu kommt das Wettbewerbs- und Lebensmittelrecht.
- Finanzierungsleasing und "arrendamiento financiero" – Eine rechtsvergleichende Untersuchung zum Finanzierungsleasing beweglicher Anlagegüter in Deutschland und Spanien. Duncker & Humblot, Berlin 1996, ISBN 978-3-428-08916-1 (Dissertation).
- Wege zu einem europäischen Privatrecht. Mohr Siebeck, Tübingen 2003, ISBN 978-3-16-147839-0 (Habilitationsschrift).
- mit Monika Schlachter: Verbraucherschutz in der Aus- und Weiterbildung. Weinmann, Filderstadt 2007, ISBN 978-3-921262-47-4.
- mit Robert Freitag: Forderungsbeitreibung in der EU. C.H. Beck, München 2008, ISBN 978-3-406-54639-6.